# Jaume IV de Mallorca
Jaume IV de Mallorca (Montpeller, 1337 - Sòria, 1375) fou rei titular de Mallorca, comte titular de Rosselló i la Cerdanya (1349-1375), duc de Calàbria i rei consort de Nàpols (1363-1375). A més, va tenir drets sobre el Principat d'Acaia, el comtat de  Clarença i la baronia de Matagrifó en les possessions de Morea.

## Biografia

### Context històric
Jaume IV heretà el regne de Mallorca seguint la mort del seu pare a la batalla de Llucmajor, qui poc abans, el 7 d’agost de 1349, l'havia designat hereu del regne i dels comtats. En aquella batalla, el jove príncep, encara menor d'edat, va ser capturat juntament amb la seva germana Elisabet i la seva madrastra, la reina Violant de Vilaragut, per ordre de Pere el Cerimoniós.
El pare de Jaume IV, Jaume III (1315-1349), havia estat rei privatiu de Mallorca fins que Pere IV d'Aragó va annexar el regne al 1344, privant la seva família del títol i els territoris. Jaume III intentà recuperar el regne amb l'ajuda de França, però fou derrotat i mort a la batalla de Llucmajor, considerada el final del regne de Mallorca.

### Primera captivitat i alliberament
Després de la captura, el 30 de novembre, Jaume IV fou empresonat primer al castell de Xàtiva. El començament de la Guerra dels Dos Peres, l'any 1356, va transformar el presoner en una amenaça potencial. Per aquest motiu, el 5 de març de 1358, el rei d'Aragó va ordenar el seu trasllat a Barcelona, on va ser empresonat al Castell Nou. Es van establir estrictes normes per a la seva vigilància: quatre homes s'encarregarien de la seva custòdia en torns setmanals rotatius, no se li permetien visites excepte dels seus familiars, ni podia escriure o rebre cartes sense que fossin prèviament supervisades i a la nit era confinat dins una gàbia de ferro juntament amb un dels guàrdies.
L'elevada rotació de carcellers es va convertir en el mitjà principal per divulgar les dures condicions del presoner a tota Barcelona. El càstig que el rei buscava es va transformar en una reacció generalitzada de compassió i suport. Enmig d'aquest ambient, es conjuraren per alliberar-lo, membres de cercles eclesiàstics responsables de la tutela espiritual Jaume, el cabiscol Jaume de Santcliment i alguns cavallers involucrats en els torns de guàrdia. A la matinada del 2 de maig de 1362, aprofitant que Pere el Cerimoniós es trobava absent a Perpinyà, els conspiradors, amb la complicitat dels oficials del castell, van penetrar al Castell Nou. Van arribar fins a la càmera del presoner, apunyalaren el guàrdia que dormia al seu costat dins la gàbia, i van aconseguir alliberar Jaume IV.

### Matrimoni
Es va desplaçar cap a Avinyó, on va arribar el 9 de maig i va ser acollit sota la protecció del papa Innocenci VI. En aquell moment, la cort pontifícia es mostrava preocupada pel fet que la recentment enviudada reina Joana I de Nàpols pogués casar-se amb un membre de la casa francesa. Al setembre de 1362, el nou papa, Urbà V, va veure en el matrimoni entre Jaume i Joana la solució a aquest problema.
Així, la reina Joana I de Nàpols va anunciar la seva decisió de casar-se amb ell, aprofitant també que la Casa de Nàpols era tradicionalment enemiga dels reis d'Aragó. Els interessos des dos, però, eren divergents: mentre que Jaume desitjava utilitzar el matrimoni per obtenir mitjans per lluitar contra Pere el Cerimoniós, Joana buscava un consort sense implicacions polítiques externes. Així, abans de la unió, es va establir un contracte prematrimonial que definia els rols respectius i finalment, el 14 de desembre de 1363, es va celebrar el matrimoni al Castell Nou de Nàpols. Jaume esdevingué el tercer marit de la reina i amb aquest matrimoni, adquirí els títols de rei consort de Nàpols i duc de Calàbria, però no varen tenir descendència.

### Guerra dels Dos Peres i segon captiveri
Jaume abandonà Nàpols de manera amistosa, després d'haver intentat assumir responsabilitats sense èxit, amb la determinació de recuperar la Corona de Mallorca. Per això, el 1366, decidí implicar-se en la Guerra dels Dos Peres.
A finals de 1366, Bordeus, sota domini anglès, es va convertir en l'escenari d'una reunió clau per a la intervenció anglesa en la guerra civil de Castella, que enfrontava Pere I de Castella amb Enric de Trastàmara. El rei Eduard III havia delegat el govern d'Aquitània al seu fill, Eduard de Woodstock, conegut com el Príncep Negre. A través del tractat de Libourne, el príncep Eduard, Pere I de Castella i Carles II de Navarra van formar una aliança contra Enric de Trastàmara. Es té constància que Jaume era present amb Eduard durant aquest període, ja que va exercir com a padrí del fill del príncep.
El Príncep Negre li confià el comandament d'una de les seves companyies, participant a la batalla de Nájera i avançant fins a Valladolid. Allí, Jaume IV emmalaltí greument i quan el Príncep Negre es retirà, Jaume decidí romandre a la ciutat, malgrat el risc de caure en mans d'Enric de Trastàmara. Enric ocupà la ciutat i capturà Jaume, que fou empresonat al castell de Curiel. Aquesta vegada, Jaume IV esdevingué un presoner valuós per a les corts de Barcelona i París. Pere el Cerimoniós, aliat d'Enric, reclamà inicialment el presoner, però també negociava en secret amb Pere I de Castella a través d'agents anglesos. Finalment Lluís d'Anjou negocià el rescat, aplicant el tractat d’Aigüesmortes (13 d'agost de 1367) amb Enric de Trastàmara, que estipulava que el destí d'un príncep capturat el decidirien ells dos. L'ajuda francesa pel rescat incloïa un acord en què Jaume cedia el Rosselló a Lluís a canvi d'ajuda per recuperar el Regne de Mallorca i el pagament del rescat per part de la reina Joana de Nàpols.

### Guerra de Jaume IV de Mallorca
Finalment alliberat, Jaume inicià el seu viatge des de Navarra cap a Avinyó el 30 de novembre de 1369, dirigint-se després a Nàpols. Incapaç de finançar un exèrcit, confiava en l'ajuda del rei de França, però la guerra amb Anglaterra en retardà el suport fins a la treva de 1374, quan Lluís d’Anjou pogué destinar recursos per a la invasió de Catalunya. Amb el suport de la seva germana Elisabet, recentment vídua i decidida a acompanyar-lo, Jaume reprengué els seus plans per recuperar el regne de Mallorca. Lluís I d’Anjou finançava gran part de l’empresa com a part del pagament pel rescat de Jaume a Castella. Tot i que el papa Gregori XI només proporcionà suport moral, Jaume començà a preparar una nova expedició militar.
A l'agost de 1374, un exèrcit de 6.000 mercenaris liderat per Jaume IV i acompanyat per la seva germana Elisabet partí de Narbona en direcció al sud. Arribaren al Rosselló, evitant assetjar Perpinyà, i es desplaçaren cap al Coll de Panissars, on les forces aragoneses havien concentrat tropes per la defensa. Davant aquesta resistència, Jaume canvià de rumb, dirigint-se cap a Vinçà i Prada. D'aquí, ocupà el Canigó i Vilafranca, continuant cap a la Cerdanya i Puigcerdà. A primers de desembre de 1374, les tropes arribaren a Sant Cugat del Vallès i es presentaren davant de les muralles de Barcelona, però, incapacitat per assetjar la capital, Jaume IV decidí retrocedir.
Les dificultats derivades de la guerra de saqueig, la manca d'aliments i un nou brot de pesta durant l'estiu de 1374 forçaren l'exèrcit a retirar-se cap a les fronteres de Castella i Navarra. A principis de 1375, davant l'esgotament i el descontentament per la manca de pagament, molts mercenaris desertaren, posant fi a l'expedició.

### Mort i sepultura
El febrer de 1375, Jaume IV emmalaltí greument i es retirà a Almazán (Sòria), on morí. Els cronistes i historiadors discrepen sobre les circumstàncies de la seva mort. Alguns afirmen que fou enverinat durant el viatge cap a Sòria, mentre que d'altres sostenen que va morir a causa de les seves ferides un cop arribà a aquesta ciutat. El príncep Joan, fill d'Enric II de Trastàmara, ordenà que les seves restes fossin traslladades amb pompa a Sòria i enterrades al convent de Sant Francesc. Paradoxalment, aquest mateix lloc es convertí el 18 de juny de 1375 en l'escenari del matrimoni de Joan amb Elionor d'Aragó, filla de Pere el Cerimoniós.
Segons el seu testament, localitzat als Arxius Nacionals de França, Jaume IV expressà el desig que les seves restes fossin inhumades en aquest convent. Tot i això, el convent patí nombroses reformes i l'enderrocament parcial al segle xix, fent que la localització exacta de la tomba sigui desconeguda.

## Llegat

### El futur del regne
Malgrat no haver pogut governar mai efectivament el Regne de Mallorca, la figura de Jaume IV es recorda com un dels últims membres significatius de la dinastia mallorquina, marcada per les lluites per la supervivència del regne. La seva germana Elisabet, designada hereva el 16 de febrer de 1375, tampoc no pogué consolidar cap domini. Fruit de la transmissió dels drets a Lluís d'Anjou I el 1375, per part d'Elisabet, la successió definitiva del regne a favor de la Corona d'Aragó no tingué lloc fins al matrimoni pactat entre Lluís II i Violant d'Aragó. Aquest acord incloïa una condició clau: Lluís II havia de renunciar als seus drets sobre el regne de Mallorca en benefici de l'oncle de la seva muller, Martí l'Humà.

### Jaume IV, trobador
Durant el seu captiveri a Barcelona, un dominicà, que tant pot ser Pere Saplana o bé Antoni Ginebreda, li oferiren una traducció en romanç catalanesc de De consolatione philosophiae de Boeci, i en la dedicatòria hi fan constar que «vós, qui sabets bé l'art de trobar, vos ocupassets en lo dit llibre de fer-lo en rimes, per ço que fos pus plasent de llegir...», cap altra referència ni cap poema ens ha pervingut de l'activitat literària de Jaume.

## Investigació arqueològica
El 2008 es va iniciar un projecte d’investigació liderat per la Universitat de les Illes Balears (UIB) amb l'objectiu de localitzar les restes de Jaume IV. Una prospecció amb georadar al solar on hi ha les runes del convent de Sant Francesc va identificar estructures subterrànies associades a possibles sepultures. Posteriorment, es va dur a terme una excavació que va confirmar l'existència d'un espai construït sota l'altar de possible interès. Malgrat que no es van poder exhumar les restes, es va conservar el registre arqueològic per a futures campanyes.

## Llinatge
|  |                                         |  |  |  |  |  |  |  |  |  |  |  |  |  |  |  |
|  | 16. Jaume I d'Aragó (el Conqueridor)    |  |  |  |  |  |  |  |  |  |  |  |  |  |  |  |
|  |                                         |  |  |  |  |  |  |  |  |  |  |  |  |  |  |  |
|  |                                         |  |  |  |  |  |  |  |  |  |  |  |  |  |  |  |
|  | 8. Jaume II de Mallorca (el Prudent)    |  |  |  |  |  |  |  |  |  |  |  |  |  |  |  |
|  |                                         |  |  |  |  |  |  |  |  |  |  |  |  |  |  |  |
|  |                                         |  |  |  |  |  |  |  |  |  |  |  |  |  |  |  |
|  | 17. Violant d'Hongria                   |  |  |  |  |  |  |  |  |  |  |  |  |  |  |  |
|  |                                         |  |  |  |  |  |  |  |  |  |  |  |  |  |  |  |
|  |                                         |  |  |  |  |  |  |  |  |  |  |  |  |  |  |  |
|  | 4. Ferran de Mallorca (Príncep d'Acaia) |  |  |  |  |  |  |  |  |  |  |  |  |  |  |  |
|  |                                         |  |  |  |  |  |  |  |  |  |  |  |  |  |  |  |
|  |                                         |  |  |  |  |  |  |  |  |  |  |  |  |  |  |  |
|  | 18. Roger IV de Foix                    |  |  |  |  |  |  |  |  |  |  |  |  |  |  |  |
|  |                                         |  |  |  |  |  |  |  |  |  |  |  |  |  |  |  |
|  |                                         |  |  |  |  |  |  |  |  |  |  |  |  |  |  |  |
|  | 9. Esclarmonda de Foix                  |  |  |  |  |  |  |  |  |  |  |  |  |  |  |  |
|  |                                         |  |  |  |  |  |  |  |  |  |  |  |  |  |  |  |
|  |                                         |  |  |  |  |  |  |  |  |  |  |  |  |  |  |  |
|  | 19. Brunisenda de Cardona               |  |  |  |  |  |  |  |  |  |  |  |  |  |  |  |
|  |                                         |  |  |  |  |  |  |  |  |  |  |  |  |  |  |  |
|  |                                         |  |  |  |  |  |  |  |  |  |  |  |  |  |  |  |
|  | 2. Jaume III de Mallorca (el Temerari)  |  |  |  |  |  |  |  |  |  |  |  |  |  |  |  |
|  |                                         |  |  |  |  |  |  |  |  |  |  |  |  |  |  |  |
|  |                                         |  |  |  |  |  |  |  |  |  |  |  |  |  |  |  |
|  | 20. Ermengol de Sabran                  |  |  |  |  |  |  |  |  |  |  |  |  |  |  |  |
|  |                                         |  |  |  |  |  |  |  |  |  |  |  |  |  |  |  |
|  |                                         |  |  |  |  |  |  |  |  |  |  |  |  |  |  |  |
|  | 10. Isnard de Sabran                    |  |  |  |  |  |  |  |  |  |  |  |  |  |  |  |
|  |                                         |  |  |  |  |  |  |  |  |  |  |  |  |  |  |  |
|  |                                         |  |  |  |  |  |  |  |  |  |  |  |  |  |  |  |
|  | 21. Lauduna d'Albe                      |  |  |  |  |  |  |  |  |  |  |  |  |  |  |  |
|  |                                         |  |  |  |  |  |  |  |  |  |  |  |  |  |  |  |
|  |                                         |  |  |  |  |  |  |  |  |  |  |  |  |  |  |  |
|  | 5. Isabel de Sabran                     |  |  |  |  |  |  |  |  |  |  |  |  |  |  |  |
|  |                                         |  |  |  |  |  |  |  |  |  |  |  |  |  |  |  |
|  |                                         |  |  |  |  |  |  |  |  |  |  |  |  |  |  |  |
|  | 22. Guillem II d'Acaia                  |  |  |  |  |  |  |  |  |  |  |  |  |  |  |  |
|  |                                         |  |  |  |  |  |  |  |  |  |  |  |  |  |  |  |
|  |                                         |  |  |  |  |  |  |  |  |  |  |  |  |  |  |  |
|  | 11. Margarida d'Acaia                   |  |  |  |  |  |  |  |  |  |  |  |  |  |  |  |
|  |                                         |  |  |  |  |  |  |  |  |  |  |  |  |  |  |  |
|  |                                         |  |  |  |  |  |  |  |  |  |  |  |  |  |  |  |
|  | 23. Anna Commena                        |  |  |  |  |  |  |  |  |  |  |  |  |  |  |  |
|  |                                         |  |  |  |  |  |  |  |  |  |  |  |  |  |  |  |
|  |                                         |  |  |  |  |  |  |  |  |  |  |  |  |  |  |  |
|  | 1. Jaume IV de Mallorca (el Pretendent) |  |  |  |  |  |  |  |  |  |  |  |  |  |  |  |
|  |                                         |  |  |  |  |  |  |  |  |  |  |  |  |  |  |  |
|  |                                         |  |  |  |  |  |  |  |  |  |  |  |  |  |  |  |
|  | 24. Pere III d'Aragó (el Gran)          |  |  |  |  |  |  |  |  |  |  |  |  |  |  |  |
|  |                                         |  |  |  |  |  |  |  |  |  |  |  |  |  |  |  |
|  |                                         |  |  |  |  |  |  |  |  |  |  |  |  |  |  |  |
|  | 12. Jaume II d'Aragó (el Just)          |  |  |  |  |  |  |  |  |  |  |  |  |  |  |  |
|  |                                         |  |  |  |  |  |  |  |  |  |  |  |  |  |  |  |
|  |                                         |  |  |  |  |  |  |  |  |  |  |  |  |  |  |  |
|  | 25. Constança de Sicília                |  |  |  |  |  |  |  |  |  |  |  |  |  |  |  |
|  |                                         |  |  |  |  |  |  |  |  |  |  |  |  |  |  |  |
|  |                                         |  |  |  |  |  |  |  |  |  |  |  |  |  |  |  |
|  | 6. Alfons IV d'Aragó (el Benigne)       |  |  |  |  |  |  |  |  |  |  |  |  |  |  |  |
|  |                                         |  |  |  |  |  |  |  |  |  |  |  |  |  |  |  |
|  |                                         |  |  |  |  |  |  |  |  |  |  |  |  |  |  |  |
|  | 26. Carles II d'Anjou                   |  |  |  |  |  |  |  |  |  |  |  |  |  |  |  |
|  |                                         |  |  |  |  |  |  |  |  |  |  |  |  |  |  |  |
|  |                                         |  |  |  |  |  |  |  |  |  |  |  |  |  |  |  |
|  | 13. Blanca de Nàpols                    |  |  |  |  |  |  |  |  |  |  |  |  |  |  |  |
|  |                                         |  |  |  |  |  |  |  |  |  |  |  |  |  |  |  |
|  |                                         |  |  |  |  |  |  |  |  |  |  |  |  |  |  |  |
|  | 27. Maria d'Hongria                     |  |  |  |  |  |  |  |  |  |  |  |  |  |  |  |
|  |                                         |  |  |  |  |  |  |  |  |  |  |  |  |  |  |  |
|  |                                         |  |  |  |  |  |  |  |  |  |  |  |  |  |  |  |
|  | 3. Constança d'Aragó                    |  |  |  |  |  |  |  |  |  |  |  |  |  |  |  |
|  |                                         |  |  |  |  |  |  |  |  |  |  |  |  |  |  |  |
|  |                                         |  |  |  |  |  |  |  |  |  |  |  |  |  |  |  |
|  | 28. Bernat Guillem d'Entença            |  |  |  |  |  |  |  |  |  |  |  |  |  |  |  |
|  |                                         |  |  |  |  |  |  |  |  |  |  |  |  |  |  |  |
|  |                                         |  |  |  |  |  |  |  |  |  |  |  |  |  |  |  |
|  | 14. Gombau d'Entença                    |  |  |  |  |  |  |  |  |  |  |  |  |  |  |  |
|  |                                         |  |  |  |  |  |  |  |  |  |  |  |  |  |  |  |
|  |                                         |  |  |  |  |  |  |  |  |  |  |  |  |  |  |  |
|  | 29. ?                                   |  |  |  |  |  |  |  |  |  |  |  |  |  |  |  |
|  |                                         |  |  |  |  |  |  |  |  |  |  |  |  |  |  |  |
|  |                                         |  |  |  |  |  |  |  |  |  |  |  |  |  |  |  |
|  | 7. Teresa d'Entença                     |  |  |  |  |  |  |  |  |  |  |  |  |  |  |  |
|  |                                         |  |  |  |  |  |  |  |  |  |  |  |  |  |  |  |
|  |                                         |  |  |  |  |  |  |  |  |  |  |  |  |  |  |  |
|  | 30. Sanxo d'Antillón                    |  |  |  |  |  |  |  |  |  |  |  |  |  |  |  |
|  |                                         |  |  |  |  |  |  |  |  |  |  |  |  |  |  |  |
|  |                                         |  |  |  |  |  |  |  |  |  |  |  |  |  |  |  |
|  | 15. Costança d'Antillon                 |  |  |  |  |  |  |  |  |  |  |  |  |  |  |  |
|  |                                         |  |  |  |  |  |  |  |  |  |  |  |  |  |  |  |
|  |                                         |  |  |  |  |  |  |  |  |  |  |  |  |  |  |  |
|  | 31. Elionor d'Urgell                    |  |  |  |  |  |  |  |  |  |  |  |  |  |  |  |
|  |                                         |  |  |  |  |  |  |  |  |  |  |  |  |  |  |  |
|  |                                         |  |  |  |  |  |  |  |  |  |  |  |  |  |  |  |